# روث تيتيلابام
روث تيتيلابام (بالإنجليزية: Ruth Teitelbaum)‏ (مواليد 1924-1986 دالاس، تكساس)(ولدت في ليشترمان)كانت من المبرمجين الأصليين لحاسوب إينياك.
تخرجت من كلية هانتر بشهادة باكلورياس في الرياضيات .و عملت لدى مدرسة مور للهندسة في حساب مسار القذائف وأختيرت لاحقاً كأول مبرمجين الحاسوب ENIAC، الذي طُور ليقوم ببعض العمليات الحسابية.
بالرغم من دورها المحوري في نهوض أجهزة الحاسوب فقد قدم لها القليل من الائتمانات من الأسس التي تقوم عليها إينياك.
سافرت مع الإينياك إلى مختبر أبحاث المقذوفات في أبيردين بروفينغ غراوند حيث حيث بقيت لمدة عامين آخرين لتدريب المجموعة التالية من مبرمجين إينياك. توفيت في دالاس، تكساس عام 1986.
في عام 1997 ضُمت إلى نساء في مجال التقنية Women in Technology في قاعة المشاهير العالمية من بين المبرمجين الأصليين الآخرين للحاسوب ENIAC.

## المصدر
1. ↑   https://www.witi.com/halloffame/. {{استشهاد ويب}}: |url= بحاجة لعنوان (مساعدة) والوسيط |title= غير موجود أو فارغ (من ويكي بيانات) (مساعدة)
2. ↑  Martin Gay: Recent Advances and Issues in Computers, The Oryx Press, Phoenix/Arizona, 2000, pp.106/107